# 蔵前工業会
一般社団法人蔵前工業会（くらまえこうぎょうかい）は、旧経済産業省所管の東京科学大学理工学系（旧東京工業大学）の同窓会組織。科学技術とそれらの教育の振興事業も行っており、名称は旧所在地から取られたものである。

## 沿革
- 1881年5月26日 東京職工学校設立
- 1899年1月 1890年に東京工業学校に改称した母校の同窓会として、「東京工業学校同窓会」が設立される。
  - ただし、機械工芸会はそのまま存続した。
- 1906年3月18日 機械工芸会を改組し、母校出身者全部を包含する組織として「蔵前工業会」が設立される。
- 1918年5月26日 任意団体から社団法人への変更が決議される。
- 1931年12月26日 芝区日陰町1丁目（新橋駅前）に蔵前工業会館を建設した。会館は蔵前工業会が大部分の株式を保有する株式会社蔵前工業会館が保有することとなった。
- 1993年12月28日 老朽化に伴う蔵前工業会館を改築した。
- 2003年3月31日 経営状況などの悪化により、（株）蔵前工業会館が会館を売却した。会館内にあった事務局および会員談話室（新橋クラブ）は、田町キャンパス内のキャンパスイノベーションセンター内に移転した（事務局は2006年10月までは八重洲共同ビル）。
- 2009年4月 母校との合弁事業による大岡山駅前の新拠点 TokyoTechFront が完成し、5月に移転。

## 機関誌
機関誌として「Kuramae Journal」蔵前工業会誌を発行している。年8回刊行していたが、今後は年6回になる予定である。

## 理事長経験者
- 相馬半治（明治製菓創業者）[1]
- 浜田彪（三菱造船（現三菱重工業）元会長）[1]
- 笹村吉郎（新潟鐵工所元社長）[1]
- 大石鍈吉（海軍省海軍艦政本部海軍技術研究所初代研究部長）[1]
- 秋保安治（東京工業大学元教授、東京科学博物館元館長）[1]
- 山田三次郎（旭硝子（現AGC）初代会長、日本化成工業（現三菱ケミカル）初代社長）[1]
- 齋藤俊吉（東京工業大学元教授）[1]
- 松江春次（南洋興発創業者）[1]
- 関口八重吉（東京工業大学元教授、日本機械学会元会長）[1]
- 苫米地義三（第3代内閣官房長官）[1]
- 石川等（日本カーボン創業者、炭素協会初代会長）[1]
- 佐野隆一（鉄興社（現東北東ソー化学）創業者、日本ソーダ工業会名誉会長、紫綬褒章受章）[1]
- 石毛郁治（三井化学工業元社長）[1]
- 土光敏夫（石川島播磨重工業（現IHI）元社長、東芝元社長、経団連第4代会長）[1]
- 大久保謙（三菱電機元社長、日本電機工業会元会長）[1]
- 田中勇（伊豆急行元社長、田中角栄後援会元会長）[1]
- 白澤富一郎（日本原子力発電元社長、日本原子力産業会議元副会長）[1]
- 倉田元治（旭硝子（現AGC）元社長）[1]
- 中山一郎（日本軽金属元社長、軽金属学会元会長）[1]
- 山崎貞一（東京電気化学工業（現TDK）元社長）[1]
- 大和田国男（不二越元社長、日本プラントメンテナンス協会元会長）[1]
- 古川昌彦（三菱化成（現三菱ケミカル）元社長、経団連元副会長）[1]
- 田中實（日新製鋼元会長兼社長、国際ステンレススチールフォーラム元会長、日本機械学会元会長）[1]
- 庄山悦彦（日立製作所元社長、経団連元副会長）[2]
- 滝久雄（ぐるなび創業者）[3]
- 石田義雄（JR東日本元副会長、国際鉄道連合元会長）[4]
- 井戸清人（元財務省国際局長、日本銀行元理事、国際経済研究所副理事長）[5]

## 公式サイト
- 一般社団法人蔵前工業会
  - 蔵前工業会のウェブサイトは、コミュニティ機能やブログ機能などを備えたSNSとなっており、会費納入会員なら誰でも利用することができる。